# The Athenian Mercury
Pour les articles homonymes, voir Mercury.
The Athenian Mercury (Le Mercure athénien, en anglais) est, historiquement, la première véritable publication périodique de presse écrite à avoir vu le jour en Angleterre. Le journal, rédigé par John Dunton et les membres de l' « Athenian Society » (composée en réalité d'un mathématicien, d'un prêtre et d'un philosophe rémunérés par Dunton), commença à paraître en 1691, juste après le début du règne de Guillaume et Marie. 
Si des essais sporadiques prenant appui sur l'actualité ont certes été publiés dès le début de la Restauration anglaise, c'est bien The Athenian Mercury qui constitue le tout premier périodique régulier d'Angleterre. 
En plus des nouvelles, The Athenian Mercury autorisait ses lecteurs à envoyer anonymement leurs questions et leur garantissait une réponse imprimée dans les colonnes du journal. La plupart des requêtes traitaient d'amour ou de santé, mais d'autres se voulaient bizarres et amusantes : ainsi d'une question, rédigée en vers élégants, relative au mystérieux tremblement qui affecte l'homme venant d'uriner. La rubrique des questions, ancêtre des courriers des lecteurs, permit au journal de se vendre bien et d'être rentable. La publication dura six ans, et le contenu de ses colonnes fut réédité dans quatre livres, puis dans un seul gros recueil baptisé The Athenian Oracle. The Athenian Mercury, à bien des égards, est l'inspirateur de périodiques plus tardifs tels que The Spectator, Gray's Inn Journal,Temple Bar Journal, et de quantité d'autres journaux politiquement orientés comme The Guardian, The Observer, The Freeholder ou Mist's Journal. 
The Athenian Mercury publiait également les poèmes qu'on lui envoyait, et il fut d'ailleurs le premier à faire connaître la poésie de Jonathan Swift et d'Elizabeth Singer Rowe.